# فرودگاه شهری آنتونی
فرودگاه شهری آنتونی (به انگلیسی: Anthony Municipal Airport) یک فرودگاه همگانی بهره‌برداری هوایی با کد یاتا ANY است که یک باند فرود آسفالت دارد و طول باند آن ۱۰۹۷ متر است. این فرودگاه در شهر آنتونی، کانزاس کشور ایالات متحده آمریکا قرار دارد و در ارتفاع ۴۰۸ متری از سطح دریا واقع شده است.